# Ignacio Nicolini
Ignacio Nicolini (Montevideo, Uruguay, 30 de septiembre de 1988) es un futbolista uruguayo que juega como mediocampista. Su equipo actual es Durazno Fútbol Club de la Tercera División de Uruguay.

## Trayectoria
Realizó sus divisiones menores en Bella Vista, club donde debutó. Luego de tener unas grandes temporadas, a inicios del 2012 fue fichado por Peñarol quien lo cedió 6 meses a Bella Vista.

### Peñarol
A mediados del 2012 se incorporó al plantel principal de Peñarol, donde incluso se le asignó el dorsal 10. Fue dirigido por Jorge Da Silva, sin embargo, no contó con la continuidad deseada.
Logró consagrarse Campeón Uruguayo con Peñarol en la temporada 2012-13.
Jugó Copa Libertadores con la institución en el año 2013 y Copa Sudamericana ese mismo año. 
A inicios del 2021 fue anunciado como refuerzo de Cultural Santa Rosa y logró clasificar a la liguilla final, sin embargo, no pudo ascender de categoría. Jugó 17 partidos y anotó un gol.

## Estadísticas

### Clubes
| Club                 | País    | Año           | Part. | Goles |
| -------------------- | ------- | ------------- | ----- | ----- |
| Bella Vista          | Uruguay | 2009 - 2012   | 59    | 10    |
| Peñarol              | Uruguay | 2012 - 2014   | 10    | 0     |
| Cerro Largo (cedido) | Uruguay | 2014          | 15    | 0     |
| Racing (cedido)      | Uruguay | 2014 - 2016   | 44    | 3     |
| KS Flamurtari Vlorë  | Albania | 2016          | 18    | 0     |
| Monopoli             | Italia  | 2016          | 36    | 0     |
| Racing               | Uruguay | 2017 - 2019   | 55    | 1     |
| Deportivo Maldonado  | Uruguay | 2020          | 23    | 1     |
| Los Chankas          | Perú    | 2021 - 2022   | 19    | 1     |
| Bella Vista          | Uruguay | 2022-2023     | 34    | 4     |
| Oriental             | Uruguay | 2024          | 24    | 0     |
| DFC                  | Uruguay | 2025-presente |       |       |

### Goles enCopa Sudamericana
A continuación se detalla el gol convertido en el torneo continental.
| 2 de agosto de 2011 | Estadio Luis Franzini, Montevideo | Bella Vista - Universidad Católica |  | 1 – 1 | 2011 |

## Palmarés

### Torneos nacionales
|  | Título                         |  | Club        | País    | Año     |
|  | ------------------------------ |  | ----------- | ------- | ------- |
|  | Campeonato Uruguayo            |  | Peñarol     | Uruguay | 2012-13 |
|  | Campeonato apertura            |  | Peñarol     | Uruguay | 2012    |
|  | Campeonato Clausura de ascenso |  | Bella Vista | Uruguay | 2010    |
|  | Copa Suat                      |  | Racing      | Uruguay | 2015    |